# Steve Largent Award
Der Steve Largent Award ist eine Auszeichnung, die seit 1989 jedes Jahr an den American-Football-Spieler, der das „beste Beispiel für den Geist, das Engagement und die Integrität der Seattle Seahawks“ darstellt, vergeben wird. Erster Preisträger war Namensgeber Steve Largent, welcher den Preis auch jährlich überreicht. Die Preisträger werden vom zum Wahlzeitpunkt aktuellen Kader der Seattle Seahawks gewählt.

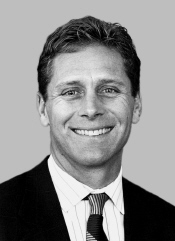
Namensgeber der Trophäe Steve Largent

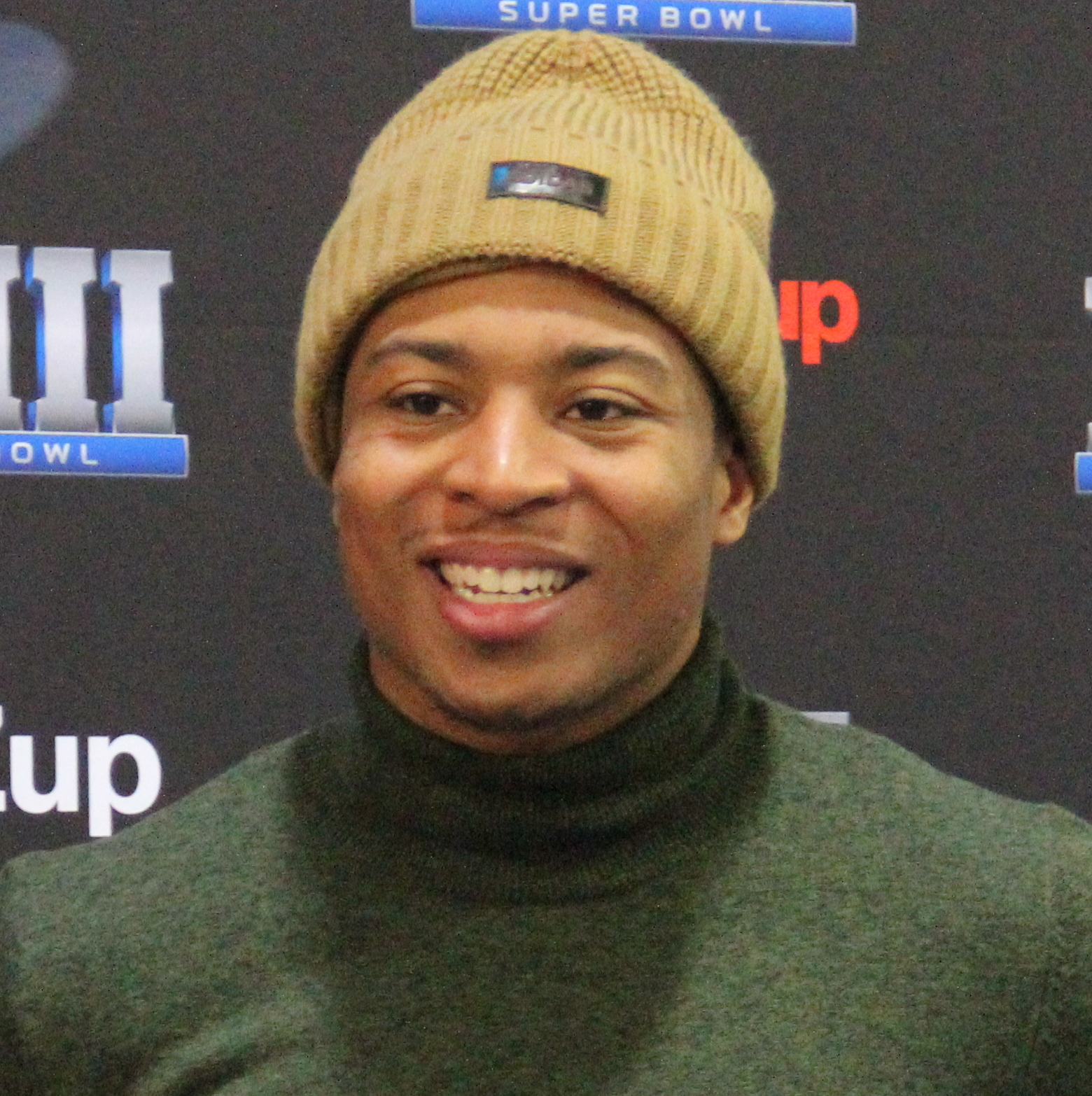
Aktueller Preisträger Tyler Lockett

## Preisträger
| Jahr | Name             | Position         |
| ---- | ---------------- | ---------------- |
| 1989 | Steve Largent    | Wide Receiver    |
| 1990 | Jacob Green      | Defensive End    |
| 1991 | Rufus Porter     | Linebacker       |
| 1992 | Jeff Bryant      | Defensive End    |
| 1992 | Joe Nash         | Defensive Tackle |
| 1993 | Eugene Robinson  | Safety           |
| 1994 | Brian Blades     | Wide Receiver    |
| 1995 | Terry Wooden     | Linebacker       |
| 1996 | Cortez Kennedy   | Defensive Tackle |
| 1997 | Winston Moss     | Linebacker       |
| 1998 | Michael Sinclair | Defensive End    |
| 1999 | Chad Brown       | Linebacker       |
| 2000 | Ricky Watters    | Runningback      |
| 2001 | Mack Strong      | Fullback         |
| 2002 | Mack Strong      | Fullback         |
| 2003 | Trent Dilfer     | Quarterback      |
| 2004 | Mack Strong      | Fullback         |
| 2005 | Mack Strong      | Fullback         |
| 2006 | Mack Strong      | Fullback         |
| 2007 | Bobby Engram     | Wide Receiver    |
| 2008 | Mike Holmgren    | Head Coach       |
| 2009 | Matt Hasselbeck  | Quarterback      |
| 2010 | Roy Lewis        | Cornerback       |
| 2011 | Red Bryant       | Defensive End    |
| 2012 | Russell Wilson   | Quarterback      |
| 2013 | Earl Thomas      | Safety           |
| 2014 | Kam Chancellor   | Safety           |
| 2015 | Richard Sherman  | Cornerback       |
| 2016 | Kam Chancellor   | Safety           |
| 2017 | Bobby Wagner     | Linebacker       |
| 2018 | Russell Wilson   | Quarterback      |
| 2019 | Russell Wilson   | Quarterback      |
| 2020 | K. J. Wright     | Linebacker       |
| 2021 | Tyler Lockett    | Wide Receiver    |
| 2022 | Tyler Lockett    | Wide Receiver    |